# Spock’s Beard
Spock’s Beard – amerykański zespół tworzący rock progresywny. Początki zespołu sięgają 1992 roku, choć profesjonalna kariera rozpoczęła się dwa lata później. Przez pierwsze lata kariery liderem zespołu był Neal Morse – charyzmatyczny wokalista i multiinstrumentalista, autorów niemal całości muzyki i tekstów, który odszedł od zespołu w roku 2002. Spock’s Beard został założony przez doświadczonych muzyków, od lat znanych w branży muzycznej ze współpracy ze znanymi twórcami: Neal Morse – wokal, instrumenty klawiszowe, gitara; Alan Morse – gitara (brat Neala, doświadczony muzyk studyjny); Nick D'Virgilio (współpracujący z Genesis i Tears for Fears) – perkusja; Dave Meros (wcześniej w zespołach Erica Burdona) – bas. Wkrótce do zespołu dołączył doświadczony japoński klawiszowiec Ryo Okumoto, mający w dorobku kilka płyt zarówno solowych i dwa razy więcej jako producent lub wykonawca. 
Poszczególni członkowie zespołu sprawnie obsługują po kilka instrumentów muzycznych:
- Neal Morse to wirtuoz zarówno fortepianu jak i elektronicznych instrumentów klawiszowych, ponadto bardzo sprawny gitarzysta elektryczny i akustyczny, także perkusista;
- Alan Morse gra na wiolonczeli, tereminie i mandolinie;
- Dave Meros oprócz basu sprawnie gra także na waltorni;
- Nick D'Virgilio poza byciem perkusistą jest także wiodącym wokalistą w nowym wcieleniu zespołu a także sprawnym gitarzystą, basistą i klawiszowcem.

W trakcie koncertów muzycy zamieniają się instrumentami, a koncerty zwykli kończyć z wokalistą grającym na perkusji a perkusistą jako prowadzącym wokalistą grającym na gitarze. 
Przełomem w karierze zespołu było odejście lidera po opublikowaniu podwójnego albumu "Snow". Ten typowy album koncepcyjny nieprzypadkowo jest często porównywany ze słynnym "The Lamb Lies Down on Broadway" grupy Genesis i jest świadomym nawiązaniem do zawartej tam problematyki. Odejście ze Spock’s Beard Neal Morse tłumaczył duchową przemianą, którą opisać można jako gwałtowne i całościowe nawrócenie się na chrześcijaństwo. Zapoczątkowała ona nowy, religijny etap w twórczości tego artysty, owocujący kilkoma cenionymi przez krytyków albumami. Od tego czasu na kolejnych płytach zespół prezentuje się w czteroosobowym składzie, a obowiązki głównego wokalisty przejął Nick D'Virgilio. Na koncertach funkcje perkusisty przejął częściowo nowy członek zespołu – Jimmy Keegan. Muzycy obecnego składu Spock’s Beard chętnie udzielają się jako instrumentaliści w nagraniach innych zespołów, m.in. zespołu Neal Morse Band. Nick D'Virgilio kontynuuje także solową karierę wokalną i instrumentalną jako NDV.

## Muzycy
| Obecny skład zespołu - Alan Morse – gitara, wokal wspierający (od 1992) - Dave Meros – gitara basowa, instrumenty klawiszowe, wokal wspierający (od 1993) - Ryo Okumoto – instrumenty klawiszowe, wokal wspierający (od 1995) - Nick D'Virgilio – perkusja, gitara, instrumenty klawiszowe, wokal wspierający (1992–2011, od 2017) - Ted Leonard – gitara, wokal prowadzący (od 2011) | Byli członkowie zespołu - Jimmy Keegan – perkusja, wokal wspierający (2011-2016) - Neal Morse – wokal prowadzący, gitara, instrumenty klawiszowe (1992–2002) - John Ballard – gitara basowa (1992–1993) Muzycy koncertowi - Jimmy Keegan – perkusja, wokal wspierający (2002-2011) |

## Dyskografia
| 1995                           | The Light - Data: 1995 - Wydawca: Metal Blade Records                                  | –  | –   | –   | –   | –  |
| 1996                           | Beware of Darkness - Data: 1996 - Wydawca: Metal Blade Records                         | –  | –   | –   | –   | –  |
| 1998                           | The Kindness Of Strangers - Data: 1998 - Wydawca: Giant Electric Pea                   | –  | –   | –   | –   | –  |
| 1999                           | Day For Night - Data: 23 marca 1999 - Wydawca: Metal Blade Records                     | –  | –   | –   | –   | –  |
| 2000                           | V - Data: 22 sierpnia 2000 - Wydawca: InsideOut Music                                  | 37 | –   | –   | –   | –  |
| 2002                           | Snow - Data: 2002 - Wydawca: InsideOut Music                                           | 80 | 100 | –   | –   | –  |
| 2003                           | Feel Euphoria - Data: 8 lipca 2003 - Wydawca: InsideOut Music                          | 58 | –   | –   | –   | –  |
| 2005                           | Octane - Data: 1 lutego 2005 - Wydawca: InsideOut Music                                | 81 | 87  | –   | –   | –  |
| 2006                           | Spock’s Beard - Data: 21 listopada 2006 - Wydawca: InsideOut Music                     | –  | –   | –   | –   | –  |
| 2010                           | X - Data: 2010 - Wydawca: Mascot Records                                               | 85 | –   | –   | –   | –  |
| 2013                           | Brief Nocturnes and Dreamless Sleep - Data: 2 kwietnia 2013 - Wydawca: InsideOut Music | 89 | –   | 171 | 164 | –  |
| 2015                           | The Oblivion Particle - Data: 21 sierpnia 2015 - Wydawca: InsideOut Music              | 23 | 16  | 78  | –   | 51 |
| "—" pozycja nie była notowana. |                                                                                        |    |     |     |     |    |

| Rok  | Tytuł                                                                                 |
| ---- | ------------------------------------------------------------------------------------- |
| 1996 | The Official Live Bootleg - Data: 1996 - Wydawca: Radiant Records                     |
| 1998 | The Beard Is Out There - Data: 1998 - Wydawca: Radiant Records                        |
| 1999 | Live at The Whisky and Nearfest - Data: 1999 - Wydawca: Radiant Records               |
| 2000 | Don’t Try This At Home - Data: 25 kwietnia 2000 - Wydawca: Radiant Records            |
| 2000 | Don't Try This @ Home Either! - Data: 2000 - Wydawca: Radiant Records                 |
| 2001 | There And Here - Data: 1 stycznia 2001 - Wydawca: Radiant Records                     |
| 2005 | Gluttons For Punishment - Live 05 - Data: 27 września 2005 - Wydawca: InsideOut Music |
| 2008 | Live - Data: 24 czerwca 2008 - Wydawca: InsideOut Music                               |
| 2012 | The X Tour - Live - Data: 13 lutego 2012 - Wydawca: Music Theories Recordings         |

| Rok  | Tytuł                                                                                  |
| ---- | -------------------------------------------------------------------------------------- |
| 2000 | Live At The Whiskey A Go-Go (Los Angeles 1999) - Data: 2000 - Wydawca: wydanie własne  |
| 2002 | Don’t Try This At Home-Live / The Making of V - Data: 2002 - Wydawca: Inside Out Music |
| 2008 | Live - Data: 13 czerwca 2008 - Wydawca: InsideOut Music                                |